# パラパ

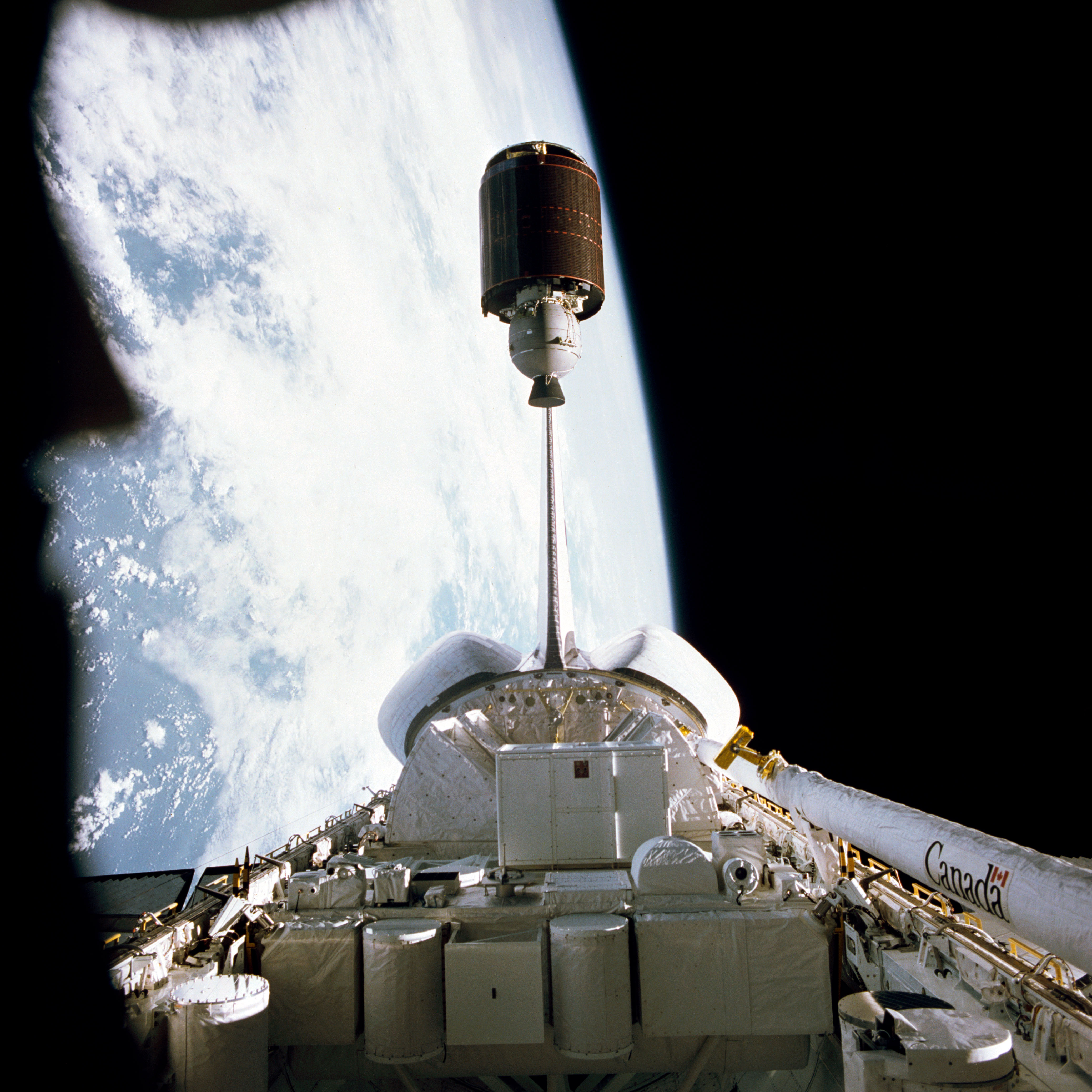
チャレンジャーから放出されるパラパB1（STS-7）

パラパ（Palapa）はインドネシアの商業通信衛星シリーズ。
パラパ衛星の計画はインドネシア政府がボーイング社と2機の人工衛星に関する契約を交わした1975年2月に始まった。
なお、パラパという名前は1975年7月にスハルト大統領によって選ばれた。

## パラパA
ボーイング衛星システムが製造し、アメリカのウェスター1号やカナダのアニクA商業衛星と同一の設計だった。12本のトランスポンダーを搭載し、平均容量は音声回路6000本か、同時式カラーテレビジョン12チャンネルだった。衛星の形状はアンテナ含めた高さが3.4m、直径が1.9mの円柱型だった。打上げ時の重量は574 kg。
| 名称     | NSSDC ID  | 打上げ日   | 射場                            | ロケット   | 資料  |
| -------- | --------- | ---------- | ------------------------------- | ---------- | ----- |
| パラパA1 | 1976-066A | 1976-07-08 | ケープカナベラル空軍基地 LC-17A | デルタ2914 | [ 1 ] |
| パラパA2 | 1977-018A | 1976-03-10 | ケープカナベラル空軍基地 LC-17A | デルタ2914 | [ 1 ] |

## パラパB
パラパ衛星の2世代目。ヒューズスペースコミュニケーションが設計・開発した。運用者はインドネシアの国有会社、Telkom。
パラパAシリーズと比較して2倍大きく、2倍の容量、4倍の電力をもっていた。太陽電池を搭載した円筒型で、アンテナは打上げ時にはたたまれていた。赤道上の静止軌道に投入された後にアンテナを立ち上げ、外部太陽パネルを展開した。
計4機が製造され、5度打ち上げられた。Bシリーズ2機目となるパラパB2は1984年2月にスペースシャトルチャレンジャー（STS-41-B）によって打ち上げられたが、ペリジモータの失敗によって適切な軌道への投入に失敗した。1984年11月ディスカバリーのクルーが船外活動によってB2を回収、保険業者のために地球に持って帰った（STS-51-A）。その後ヒューズ社が衛星を回収して、結果的にインドネシアに売り戻された。この衛星はパラパB2Rとして1990年4月に再び打ち上げられた。
パラパB2Pは1996年にフィリピンのマブハイ・サテライトに所有権が売却され、フィリピン最初の衛星となっている。
| 名称      | NSSDC ID  | 打上げ日   | 射場                            | 打上げ機                   | 資料  |
| --------- | --------- | ---------- | ------------------------------- | -------------------------- | ----- |
| パラパB1  | 1983-059C | 1983-06-18 | ケープカナベラル空軍基地 LC-39A | チャレンジャー（STS-7）    | [ 2 ] |
| パラパB2  | 1984-011D | 1984-02-03 | ケープカナベラル空軍基地 LC-39A | チャレンジャー（STS-41-B） | [ 2 ] |
| パラパB2P | 1987-029A | 1987-03-20 | ケープカナベラル空軍基地 LC-17B | デルタ3920 PAM-D           | [ 2 ] |
| パラパB2R | 1990-034A | 1990-04-13 | ケープカナベラル空軍基地 LC-17B | デルタ6925                 | [ 2 ] |
| パラパB4  | 1992-027A | 1992-05-14 | ケープカナベラル空軍基地 LC-17B | デルタ7925                 | [ 2 ] |

## パラパC
パラパ衛星の3世代目。運用者はSATELINDO（PT Satelit Palapa Indonesia）である。8ヶ月のコンペの後、1993年4月にヒューズスペースコミュニケーションが選ばれ、衛星バスはHS-601が使用された。組み立てはボーイング衛星システムのエルセグンド工場で行われた。
パラパC1に電力異常が発生し、バッテリーの蓄電能力が失われた。これによって予定していたミッションを遂行するのは困難として、保険金の支払い要求が通り、衛星は保険者に渡った。ヒューズグローバルサービスが衛星を得て不完全ではあるが一定の能力を回復させた。その後も運用者が変わり、衛星の名前もパラパC1からHGS 3、アナトリア1（Anatolia 1）、パキサット1（Paksat 1）と変わっていった。
| 名称     | NSSDC ID  | 打上げ日   | 射場                            | 打上げ機     | 資料  |
| -------- | --------- | ---------- | ------------------------------- | ------------ | ----- |
| パラパC1 | 1996-006A | 1996-02-01 | ケープカナベラル空軍基地 LC-36B | アトラスIIAS | [ 3 ] |
| パラパC2 | 1996-030A | 1996-05-16 | ギアナ宇宙センター ELA-2        | アリアン44LP | [ 3 ] |

## パラパD
インドサット社は2007年7月にパラパD衛星の製造と打上げをタレス・アレーニア・スペースに依頼した。
衛星バスはタレス・アレーニア・スペースのスペースバス-4000B3 (Spacebus) を使用し、24本のCバンドトランスポンダ、11本の拡張Cバンドトランスポンダ、5本のKuバンドトランスポンダを搭載し、インドネシア、東南アジア諸国、中東、オーストラリアなどに、衛星通信やテレビ放送などを提供する。運用寿命は15年を予定していた。パラパDの製造および打上げコストは2億から3億ドルとされる。
インドサットとタレス・アレーニア・スペースは共同でパラパDの打上げ機として中国の長征3号Bを選択した。
2009年8月31日に西昌衛星発射センターから長征3号Bによって打ち上げられた。しかし3段目の2回目の燃焼に失敗し予定した軌道への投入には失敗した。衛星はその後軌道マヌーバを繰り返して予定していた静止軌道に移動したが、燃料が減少したため運用寿命は10年前後に減少した。
| 名称     | NSSDC ID  | 打上げ日   | 射場                 | ロケット | 資料  |
| -------- | --------- | ---------- | -------------------- | -------- | ----- |
| パラパD1 | 2009-046A | 2009-08-31 | 西昌衛星発射センター | 長征3号B | [ 4 ] |